# Liste der Brücken in Berlin/R

## Erläuterung
- (Musterbrücke) = in Klammern gesetzt: namenlose Brücken.
- Musterbrücke = kursiv gesetzt: ehemalige Brücken. (Siehe ausführlich: Aufbau der Listen)

| Fotografie                                             | Name der Brücke                 | Ortsteil                      | Anmerkungen | Lage   |
| ------------------------------------------------------ | ------------------------------- | ----------------------------- | --- | ------ |
| Aktuelle Brücke; der Strompfeiler wurde 2012 entfernt. | Rathausbrücke                   | Mitte                         | Die Rathausbrücke ist nach der Mühlendammbrücke die zweitälteste Spreeüberquerung Berlins. Der gegenwärtige Bau entstand 2009–2012 und ist der fünfte an dieser Stelle. Die Brücke ist Teil der Rathausstraße am Übergang über die Spree. | Karten |
| Die Reiterbrücke im Jahr 2009                          | Reiterbrücke                    | Tiergarten                    | Die Reiterbrücke ist eine 13,00 m lange und 5,62 m breite Fußgängerbrücke im Großen Tiergarten. Sie führt im mittleren Parkbereich nordwestlich der Rousseauinsel zwischen dem Albert-Lortzing-Denkmal und dem Rosengarten über einen Wasserlauf. Die Bogenbrücke ist aus Stahlbeton gefertigt und wurde 1951 erbaut. Brücken-Nr.: 2117. | Karten |
|                                                        | Rendsburger Brücke              | Tegel                         | Die Rendsburger Brücke führt die Wittestraße über die A 111. | Karten |
|                                                        | Rhizomatische Brücke            | Britz                         | Die Rhizomatische Brücke, 1985 aus Holz und Stahl errichtet, überspannt die Verbindung zwischen Großem See und Südlichem See im Britzer Garten. Ihren Namen erhielt sie, weil das Architektenteam Clod Zillich, Jasper Halfmann und Jürgen Zilling, ein Rhizom, ein unterirdisches Wurzelgeflecht, mit der Bauform nachgestaltet hat. | Karten |
| Blick von der brücke auf einen Spreearm                | Rialtobrücke                    | Rahnsdorf                     | Die Rialtobrücke, eine einfache und schmucklose Stahl-Beton-Konstruktion, führt den Rialtoring über den Hauptzufluss von der Müggelspree in das Kanalsystem von Neu-Venedig. Sie ist etwa 6 m breit und 30 m lang. – Der Name der Brücke ist von der über sie führenden Straße abgeleitet; mit der weltbekannten Rialtobrücke in Venedig hat sie nichts gemein. | Karten |
|                                                        | Riemeisterstraßenbrücke         | Zehlendorf                    | Die Riemeisterstraßenbrücke führt die Riemeisterstraße über die im Einschnitt verlaufende Trasse der U-Bahn-Linie U3. Von der Brücke besteht ein Zugang zum U-Bahnhof Onkel Toms Hütte. | Karten |
|                                                        | Ringbahnbrücke Oberspree        | Alt-Treptow / Friedrichshain  | Die denkmalgeschützte Ringbahnbrücke Oberspree führt die Berliner Ringbahn über die Spree. | Karten |
|                                                        | Robert-Schuman-Brücke           | Tegel                         | Die Robert-Schuman-Brücke führt den Straßenzug Rue Charles Calmette / Kölner Straße über die A 111, die in diesem Bereich noch parallel zum Kurt-Schumacher-Damm verläuft. Die Brücke ist benannt nach dem deutsch-französischen Staatsmann Robert Schuman. | Karten |
|                                                        | Rodelbahnbrücke                 | Grunewald                     | Nach der Aufschüttung des Teufelsberges wurde am Hang eine Rodelbahn hergerichtet. Diese unterquert etwa in halber Höhe einen Rundwanderweg, für den 1973 eine feste Holzbrücke mit einer Spannweite von 33 Metern errichtet wurde. Dieser 2,82 Meter breite Fußsteg ist insgesamt 46,50 Meter lang und besteht aus verleimten Nadelholzbrettern. | Karten |
|                                                        | Rohrdammbrücke                  | Siemensstadt / Westend        | Die Rohrdammbrücke ist ein im Zusammenhang mit dem Ausbau der Werksiedlung der Firma Siemens im Berliner Bezirk Spandau errichtetes Verkehrsbauwerk zur Überquerung der Spree. Sie ist die einzige Straßenbrücke über die Spree auf Spandauer Gebiet. Die heutige Brücke entstand 1953 an Stelle des 1905 hier errichteten Rohrdammstegs, der auch Siemenssteig genannt wurde. Zur Bewältigung des mit der Industrialisierung rasch zunehmenden Verkehrsaufkommens und Erleichterung für die Beschäftigten reaktivierte Siemens im Jahre 1903 die Haltestelle Fürstenbrunn der Lehrter Eisenbahn und erweiterte ab 1905 deren Bahnanlagen. Zur Überquerung der Spree errichtete Siemens (gegen den Einspruch Charlottenburgs) 1905 nahe dem Bahnhof eine Behelfsbrücke und baute sie 1913 zur Rohrdammbrücke aus. | Karten |
|                                                        | Rominter-Allee-Brücke           | Westend                       | Die Rominter-Allee-Brücke führt die Rominter Allee über den Rossitter Weg. | Karten |
|                                                        | (Romy-Schneider-Straßen-Brücke) | Haselhorst                    | Die Romy-Schneider-Straßen-Brücke führt über den östlichen Abzugsgraben, der nicht zur Entwässerung, sondern als Antrieb für Pulvermühlen in der Spandauer Munitionsfabrik diente. Der Name der Brücke wurde weder offiziell vergeben noch findet er sich in den Dokumenten des Berliner Senats. | Karten |
|                                                        | Röntgenbrücke                   | Charlottenburg                | Die Röntgenbrücke ist die dritte Brücke dieses Namens an dieser Stelle und stammt aus dem Jahr 1960. Sie ersetzte eine 1908 fertiggestellte eiserne Bogenbrücke für den Straßenverkehr, die anstelle eines 1897 angelegten hölzernen Fußsteigs errichtet wurde. Diese Konstruktion wurde am Ende des Zweiten Weltkriegs zerstört. Bereits die Fußgängerbrücke erhielt 1902 zu Ehren des deutschen Physikers Wilhelm Conrad Röntgen den Namen Röntgenbrücke. | Karten |
|                                                        | Rosemeyersteg                   | Nikolassee                    | Der Rosemeyersteg ist eine Fußgängerbrücke, die eine Verbindung zwischen dem Rosemeyerweg und dem S-Bahnhof Nikolassee über die AVUS herstellt. Benannt sind Weg (1965) und Brücke nach dem Rennfahrer Bernd Rosemeyer, der bei einem Rekordversuch auf einer Autobahn starb. | Karten |
|                                                        | Roßstraßenbrücke                | Mitte                         | Die Roßstraßenbrücke gehört zu den drei ältesten Spreequerungen der Stadt Berlin. Sie war Teil eines Verkehrsweges nach Köpenick und befand sich gleich hinter dem Köpenicker Tor, weswegen sie anfangs Köpenicker Brücke genannt wurde. Die heutige Roßstraßenbrücke entstand in den Jahren 1899 bis 1901 aus Stein. Nach schweren Beschädigungen im letzten Weltkrieg wurde sie vereinfacht wieder aufgebaut. Sie verbindet die Fischerinsel mit dem historischen Stadtviertel Neu-Cölln und steht seit den 1970er Jahren unter Denkmalschutz. | Karten |
|                                                        | Rudelsburgbrücke                | Blankenburg                   | Die Rudelburgbrücke führt die Rudelsburgstraße über die Laake. | Karten |
|                                                        | Rudolf-Wissell-Brücke           | Westend / Charlottenburg-Nord | Die Rudolf-Wissell-Brücke ist ein Teilstück der Bundesautobahn 100 (Stadtring Berlin) und wurde 1961 fertiggestellt. Mit 932 Meter Länge ist sie die längste Einzelbrücke im Berliner Stadtgebiet. | Karten |
|                                                        | Rungiusbrücke                   | Britz                         | Die Rungiusbrücke ist eine Straßenbrücke über den Teltowkanal am Kilometer 27,26 der künstlichen Wasserstraße. Erbaut wurde sie als Fachwerkbrücke aus Stahl mit obenliegender Fahrbahn. Benannt wurde die Brücke nach Heinrich Rungius (1833–1922) einem evangelischen Theologen und Pfarrer in Rixdorf. | Karten |